# Слобідський провулок
Слобідський прову́лок — провулок у Дніпровському районі міста Києва, житловий масив Лівобережний (історична назва — Микільська слобідка). Пролягає від Каховської вулиці до вулиць Митрополита Андрея Шептицького і Євгена Маланюка.
Прилучається Цегельна вулиця.

## Історія
Провулок сформувався в середині XX століття, мав назву провулок Луначарського. 1977 року був офіційно ліквідований у зв'язку з переплануванням місцевості, однак фактично продовжив існувати.
Сучасна назва, що походить від історичної назви місцевості Микільська слобідка — з 2016 року.